# Однобічний квантовий комп'ютер
Однобічний квантовий комп'ютер — це метод квантових обчислень, який спочатку готує заплутаний стан ресурсу, як правило, кластерний стан або графовий стан, а потім виконує на ньому вимірювання одиничних кубітів. Одностороннім він називається тому що стан ресурсів руйнується в результаті вимірювань.
Результат кожного окремого вимірювання є випадковим, але вони пов'язані таким чином, що обчислення завжди успішні. Загалом, вибір базису для подальших вимірювань повинен залежати від результатів попередніх вимірювань, а отже, вимірювання не можуть виконуватися одночасно.

## Еквівалентність моделі квантової схеми
Будь-яке одностороннє обчислення може бути виконане у квантовій схемі використовуючи квантові вентилі для підготовки стану ресурсу. Для кластерних та графових станів ресурсів для цього потрібен лише один двокубітний вентиль на зв'язок, тому таке обчислення є ефективним.
І навпаки, будь-яка квантова схема може бути змодельована однобічним комп'ютером з використанням двовимірного кластерного стану як стану ресурсу викладанням схеми у кластері; Z вимірювання (у базисі {\displaystyle \{|0\rangle ,|1\rangle \}}) видаляють фізичні кубіти з кластера, тоді як виконання вимірювання в площині X-Y (у базисі{\displaystyle |0\rangle \pm e^{i\theta }|1\rangle }) телепортує логічні кубіти вздовж «проводів» і виконує необхідні квантові вентилі. Це обчислення також поліноміально ефективне, оскільки необхідний розмір кластера масштабується відповідно до розміру схеми (кількість кубітів х кількість тактів), тоді як кількість вимірювань масштабується як кількість тактів.

## Топологічний кластерний квантовий комп'ютер
Обчислення на основі вимірювань на кластерному стані періодичної 3D гратки можуть бути використані для реалізації топологічної корекції квантових помилок. Обчислення на топологічному кластерному стані тісно пов'язане з кодом Кітаєва, оскільки тривимірний топологічний кластерний стан може бути побудований та виміряний у часі повторенням послідовності вентилів на 2D-масиві.

## Реалізації
Одностороннє квантове обчислення було продемонстровано шляхом запуску 2-кубітного алгоритму Грувера на кластерному стані 2x2 фотонів. Запропоновано лінійний оптичний квантовий комп'ютер на основі одностороннього обчислення.
Кластерні стани також були створені оптичними ґратками, але вони не могли використовувались для обчислень, оскільки атомні кубіти були занадто близько один до одного для індивідуального вимірювання.

## Стан AKLT як ресурс
Було показано, що стан AKLT зі спіном {\displaystyle {\tfrac {3}{2}}} у 2D шестигранній ґратці може бути використаний як ресурс для однобічного квантового комп'ютера. Зовсім недавно було показано, що стан суміші спінів AKLT можна використовувати як ресурс.